# Gymnogène d'Afrique
Polyboroides typus
Espèce
Statut de conservation UICN

 LC  : Préoccupation mineure
Statut CITES
Le Gymnogène d'Afrique (Polyboroides typus) est une espèce d'oiseaux de la famille des Accipitridae.
En 2021, l'UICN considère cette espèce comme de préoccupation mineure.

## Description et éléments d'écologie
Cet assez grand rapace a un port de tête assez particulier. Il mesure environ 65 cm de long pour une envergure de 120 à 160 cm. Le ‘poids’ varie autour de 750 g, la femelle étant plus lourde que le mâle. Les juvéniles sont distincts des parents jusqu’à leur 3è année. Les adultes sont majoritairement gris. La queue noire est traversée par une large bande centrale blanche. Les plumes des ailes sont noires à leur extrémité. Le dessous de l’avant des ailes, le ventre, et les cuisses sont rayées de noire et blanc,. Une partie du visage est assez nue, de couleur jaunâtre. Le bout du bec est noir, comme les yeux. Les juvéniles sont assez variables entre eux (polymorphisme), mais le dessus est généralement brun foncé avec des liserés rouges. C’est la face inférieure qui varie surtout. La nourriture est composée de noix de palmier, quelques lézards, et rongeurs, des petits oiseaux ainsi que des coléoptères,. 
Le cri est plaintif et aigu, c’est souvent  un uueeeeeee / uuiiiiiiiih. 

## Répartition
L’espèce est originaire du continent africain. Elle n’est présente qu’au Sud du Sahara, mais est rencontrée dans presque toute cette zone. Elle est en effet absente uniquement de certains déserts comme celui namibien ou encore celui du Botswana. Les gymnogènes d'Afrique fréquentent une grande variété d'habitats, les zones boisées humides, les lisières et les clairières, les savanes arborées, dans les paysages de collines pourvues de ravins boisés, dans les galeries d'arbres qui longent les rivières et les lacs, etc. Ils n’apprécient pas trop la forêt dense ininterrompue, mais s'accommodent volontiers de zones partiellement déforestées par l’Homme. 

## Sous-espèces
D'après la classification de référence (version 14.1, 2024) de l'Union internationale des ornithologues, le Gymnogène d'Afrique possède 2 sous-espèces (ordre philogénique) :
- Polyboroides typus typus Smith, A, 1829 ;
- Polyboroides typus pectoralis Sharpe, 1903.